# Honswijk (Altena)
Honswijk is een verdwenen dorp dat gelegen was ten zuiden van Oudendijk, nabij Woudrichem.
Het laaggelegen gebied was in ieder geval sinds de 11e eeuw bewoond, maar de geschreven geschiedenis begon op 7 februari 1264, toen Theodorus Borghman en zijn vrouw Gisela een gebied van 25 morgen aan de Abdij van Berne schonken. De bedoeling was om hierop een kapel te bouwen. Het gebied werd Vrouwenweide genoemd. De monniken, die er een uithof vestigden, kregen de steun van de Heer van Altena, welke het ontginningswerk zeer waardeerde. De kapel werd gewijd aan de Heilige Nicolaas en stond bekend als blau caemer. Dit was een gebruikelijke aanduiding voor een kapel, waarvan de bodem in het algemeen met blauwe tegels was bezet. De kapel werd ingewijd op 24 september 1375.
Aldus ontstond een rijke nederzetting. Overigens hadden ook de Graaf van Holland en de Dominicanessen van Woudrichem bezittingen in deze omgeving.
De ondergang van de nederzetting was een gevolg van de Sint-Elisabethsvloed van 1421. De kapel en de uithof werden verwoest en de nederzetting stond veertig jaar onder water. Hoewel men later gepoogd heeft om herstel uit te voeren kwam er een einde aan de invloed van de Abdij ten gevolge van de Reformatie, omstreeks 1570. Geleidelijk aan verdween daarna de bewoning.
De locatie werd teruggevonden aan de hand van talrijke aardewerkvondsten, alsmede de perceelsnaam Blauwe Kamer.

## Externe bron
- Honswijk